# Dark sky
Dark Sky er et begreb, der dækker over det er muligt om natten, at se stjernehimmelen uden forstyrende lys. Det kan man på Møn for den ligger langt væk fra byens forstyrrende lys. Møn og den lille ø Nyord blev i 2017 certificeret af den internationale organisation Dark Sky Association til en Dark Sky Park. Dark sky parker har betydning for turisme.
I december 2023 certificeres et område ved Bulbjerg som dark sky park af DarkSky International. Der findes nu 118 certificerede dark sky parker i verden, hvoraf 22 er i Europa og nu to i Danmark.